# Eucalyptus gomphocephala
Eucalyptus gomphocephala é uma espécie de árvore nativa do sudoeste da Austrália Ocidental e está entre os seis gigantes florestais da região conhecida como Sudoeste da Austrália.

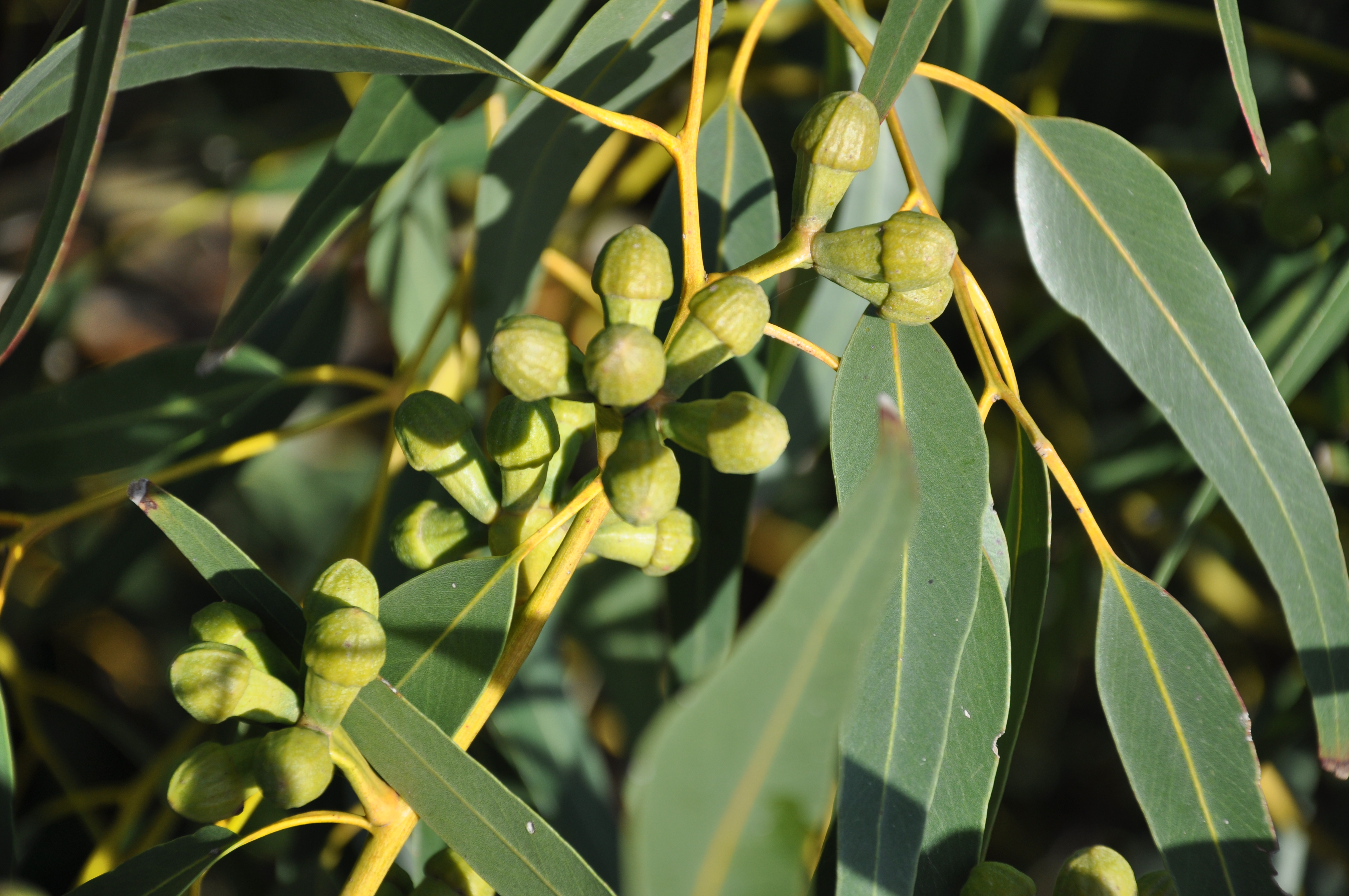
Gomos florais

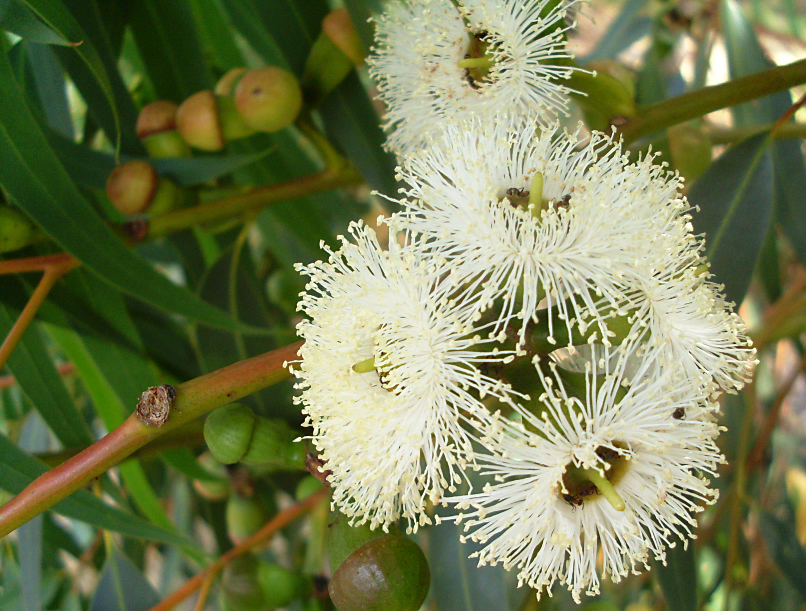
Flores

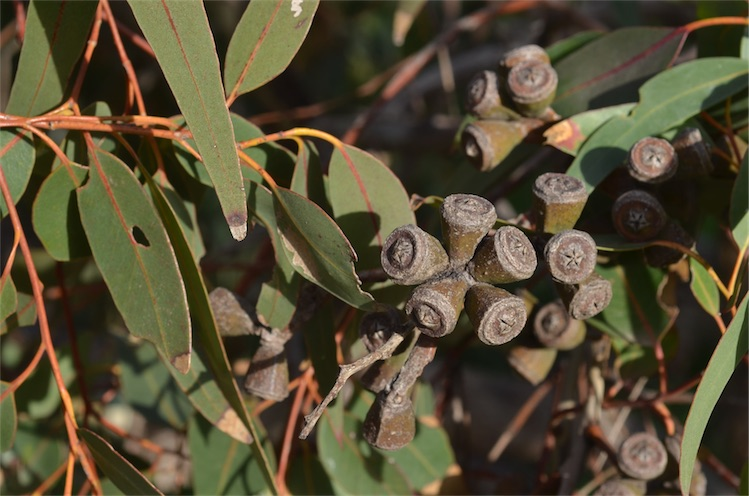
Frutos

Essas árvores geralmente atingem entre 10 e 40 metros de altura e, na maioria dos casos, possuem um único tronco, embora possam desenvolver múltiplos troncos em certas condições. A copa pode alcançar até 25 metros de largura. Sua casca, áspera e semelhante à do gênero Buxus, cobre todo o tronco e os galhos maiores. As folhas adultas, de um verde claro a verde brilhante, são dispostas de forma alternada e têm formato que varia entre oval, lanceolado ou falcado, com lâminas de 90 a 180 mm de comprimento e 1,5 a 3 cm de largura. A floração ocorre entre janeiro e abril, produzindo inflorescências brancas a cremes nas axilas foliares, sem ramificações. Os frutos que se seguem têm formato obcônico a campanulado invertido.
A espécie foi descrita formalmente em 1828 pelo botânico Augustin Pyrame de Candolle. A coleção-tipo foi reunida pelo botânico Jean Baptiste Leschenault de la Tour em 1802, às margens do rio Vasse [en], próximo à Baía de Geographe [en], durante a Expedição Baudin à Austrália.
A distribuição de Eucalyptus gomphocephala abrange um estreito corredor costeiro na Planície Costeira de Swan [en], estendendo-se de 5 a 10 km para o interior, formando uma faixa contínua desde Yanchep [en] até Busselton [en]. As florestas de E. gomphocephala eram abundantes na Planície Costeira de Swan até que a exploração madeireira para exportação e o avanço do desenvolvimento urbano ao redor de Perth as reduzissem drasticamente. A madeira, densa, dura e resistente à água e a rachaduras, tem múltiplos usos. Restos dessas florestas ainda persistem em reservas estaduais e parques, e a espécie foi ocasionalmente introduzida em outras regiões da Austrália e no exterior. As árvores remanescentes são suscetíveis ao declínio por Phytophthora, uma doença frequentemente fatal. Desde 2019, a espécie é classificada como espécie em perigo pela União Internacional para a Conservação da Natureza.

## Descrição
Originária do sudoeste da Austrália Ocidental, a árvore geralmente cresce entre 10 e 40 metros de altura. O exemplar mais alto conhecido, com 47 metros, está localizado no Parque Nacional da Floresta de Tuart, perto de Ludlow [en], enquanto a maior árvore em volume de madeira possui 108 m³. Árvores mais altas tendem a ocorrer no extremo sul de sua distribuição, enquanto as menores predominam ao norte. A copa pode se expandir até 25 metros de largura. Normalmente, o hábito apresenta um tronco único e alto, mas pode formar árvores baixas e multicaules nas bordas de suas populações, em resposta à salinidade e aos ventos. Não possui lignotúber, mas desenvolve brotos epicórmicos ao longo do tronco.
Sua casca, áspera e do tipo Buxus, reveste o tronco e os galhos principais. É finamente fibrosa, cinzenta e fragmenta-se em pequenas lascas. Em troncos mais velhos e largos, torna-se tesselada. Os ramos têm seção transversal circular e frequentemente contêm glândulas oleíferas no cerne, embora possam ser escassas e difíceis de localizar.
As folhas juvenis, presas por pecíolos, são opostas nos primeiros quatro a oito nós do caule, passando a alternadas posteriormente. De cor verde e descoloridas, têm formato ovado a cordado, com 9 a 15 cm de comprimento e 5,5 a 9,5 cm de largura. As folhas adultas, também pecioladas e alternadas, variam de oval a lanceolado ou falcado, sendo ligeiramente descoloridas a uniformes, brilhantes, verdes claras e finas. Suas lâminas medem de 90 a 180 mm de comprimento e 1,5 a 3 cm de largura, frequentemente curvadas. Os pecíolos têm de 1 a 3 cm. O ápice é pontiagudo, e a base afunila-se até o pecíolo. As folhas possuem poucas glândulas oleíferas, são densamente reticuladas, com veias laterais formando ângulos superiores a 45° em relação à nervura central.
A floração ocorre entre janeiro e abril, com eventos massivos a cada cinco a oito anos e florescimentos menores nos intervalos. As flores, brancas a cremes, surgem entre meados do verão e do outono. As inflorescências, não ramificadas, formam-se nas axilas foliares. O pedúnculo mede de 1 a 3 mm, sustentando sete gomos por umbela, presos por pedicelos de até 0,2 cm. Os gomos parecem pequenos cones de sorvete e têm capas de 8 a 10 mm. Medem de 1,5 a 2,4 cm de comprimento e 0,9 a 1,2 cm de largura, com uma caliptra hemisférica mais larga que o hipanto obcônico. Após a queda do opérculo externo, resta uma cicatriz. Os estames, flexionados irregularmente, possuem anteras oblongas que se abrem por fendas longitudinais. O estilete, reto e longo, termina em um estigma rombudo, com uma pequena cavidade basal abrigando o ovário com quatro fileiras verticais de óvulos. As flores agrupam-se em cachos de cerca de sete, que mais tarde formam frutos em forma de cogumelo contendo pequenas sementes.
Os frutos, estreitos, têm de 1,0 a 2,5 cm de comprimento e borda larga de 1,2 a 1,8 cm. São presos por pedicelos de até 0,8 cm. De formato obcônico a campanulado invertido, podem apresentar duas cristas longitudinais partindo do pedicelo. O disco é nivelado, podendo ser ligeiramente elevado ou descendente, com três a cinco válvulas parcialmente salientes.
As sementes geralmente são liberadas dentro de um ano. Medem de 2 a 3,5 mm, com formato ovóide a discoide e cor cinza-marrom a preta. A face superior é enrugada ou marcada por finas estrias paralelas, às vezes com uma borda saliente. Há uma cicatriz de hilo na face posterior. Como em muitos eucaliptos, as sementes germinam facilmente, sendo consideradas uma das plantas nativas mais simples de cultivar a partir de sementes. A produção varia ao longo do tempo, com liberação lenta na copa, mas podendo ser intensa após eventos como incêndios.

## Taxonomia e nomenclatura
A espécie foi descrita em 1828 por Augustin Pyrame de Candolle no terceiro volume de sua obra Prodromus Systematis Naturalis Regni Vegetabilis. A coleção-tipo foi reunida por Jean Baptiste Leschenault de la Tour em 1802, às margens do rio Vasse, próximo à Baía de Geographe, durante a Expedição Baudin à Austrália.
O holótipo coletado por Leschenault está preservado no Reais Jardins Botânicos de Kew.
Em 1939, William Blakely [en] e Henry Steedman [en] descreveram duas variedades da espécie em Contributions from the New South Wales National Herbarium, mas esses nomes são considerados sinônimos pelo Censo Australiano de Plantas [en]. O epíteto gomphocephala vem do grego gomphos ("clava") e kephale ("cabeça"), referindo-se ao formato arredondado e sobreposto da caliptra.
A espécie pertence ao subgênero mais diverso dos eucaliptos, Eucalyptus subgen. Symphyomyrtus, sendo a única representante de sua seção.
Os povos Noongar chamam a árvore de tuart, tooart, moorun, mouarn ou duart.
Por vezes chamada de "goma branca", a espécie inspirou o nome do subúrbio de Perth, White Gum Valley.

## Distribuição

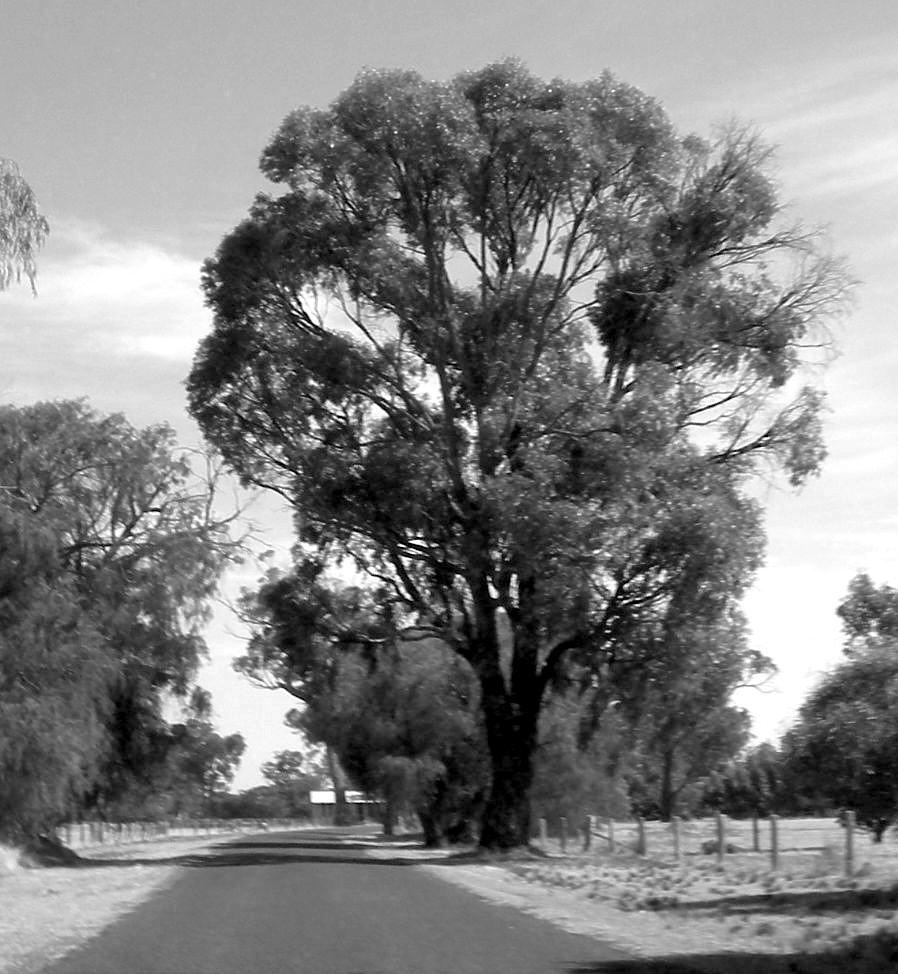
Crescendo à beira de uma estrada perto de Lake Clifton, 2007

O Eucalyptus gomphocephala ocorre em um estreito corredor costeiro na Planície Costeira de Swan, estendendo-se de 5 a 10 km para o interior, desde Yanchep até Busselton. Essa área foi intensamente desmatada para agricultura e urbanização após a fundação da Colônia do Rio Swan, reduzindo drasticamente o número de árvores e a extensão das florestas. Manchas isoladas ocorrem ao norte de Yanchep até Geraldton e mais para o interior, onde rios cruzam sua distribuição. A espécie se naturalizou em outras partes da Austrália Ocidental. Um grande grupo de árvores próximo ao cemitério da Baía de Jurien [en] é registrado pelo Conselho do Patrimônio da Austrália Ocidental, sendo o "grupo natural de E. gomphocephala mais ao norte do estado" e valorizado por sua posição ao longo de uma antiga rota de gado.
A espécie foi introduzida em partes da Europa, como Espanha e Itália (incluindo a Sicília), e em vários países africanos, como Argélia, Províncias do Cabo da África do Sul, Quênia, Líbia, Marrocos, Tanzânia, Tunísia, Zimbábue e as Ilhas Canárias. Tornou-se naturalizada em regiões do sul da África.
O E. gomphocephala prospera em solos arenosos bem drenados, frequentemente sobre calcário, em locais ensolarados.
Integra ecossistemas de arbustos costeiros em áreas de areia profunda e, em áreas protegidas, pode formar comunidades florestais limitadas, muitas vezes associadas a árvores de Agonis flexuosa [en] no sub-bosque.

## Usos
Como madeira de lei durável, o Eucalyptus gomphocephala é valorizado para vigas, construção de vagões ferroviários e embarcações. Sua cor e padrão de grãos também o tornam popular na fabricação de móveis. Devido à exploração excessiva, é uma espécie protegida, com restrições ao corte.
O cerne, de tom amarelo-marrom claro, tem textura fina e grãos altamente entrelaçados. A madeira verde tem densidade de 1.250 kg/m³, reduzindo-se a 1.030 kg/m³ quando seca ao ar.
As flores são uma excelente fonte para produção de mel, resultando em um produto claro, cremoso e que cristaliza rapidamente se bem maturado na colmeia. Em 1939, foi destacado como uma fonte de alta qualidade, embora, trinta anos depois, tenha sido considerado "pouco confiável".
Óleos essenciais são extraídos de folhas e frutos. Amostras das folhas contêm 0,23% de óleo, enquanto os frutos têm 0,34%. Os principais componentes dos óleos das folhas incluem 1,8-cineol (24,2%), p-cimeno (20,7%), α-pineno (14,1%), γ-terpineno [en] (6,9%), metileugenol (6,8%), α-terpineol (4,7%) e limoneno (3,8%). Os frutos destacam 1,8-cineol (46,69%), p-cimeno (8,99%), baeckeol (8.57 %), α-pineno (5.21 %) e globulol (4,25 %).
Esses óleos apresentam atividade antimicrobiana, sendo os das folhas geralmente mais eficazes.

## Ecologia
O Eucalyptus gomphocephala é um dos seis gigantes florestais da Austrália Ocidental, ao lado de Corymbia calophylla, E. diversicolor, E. jacksonii, E. marginata e E. patens. Gigantes florestais são definidos informalmente como espécies significativamente maiores que outras, com volume superior a 100 m³.
Tolerante a solos salinos e ventos carregados de sal, a espécie também resiste a secas e geadas. Alguns exemplares podem viver mais de 400 anos.

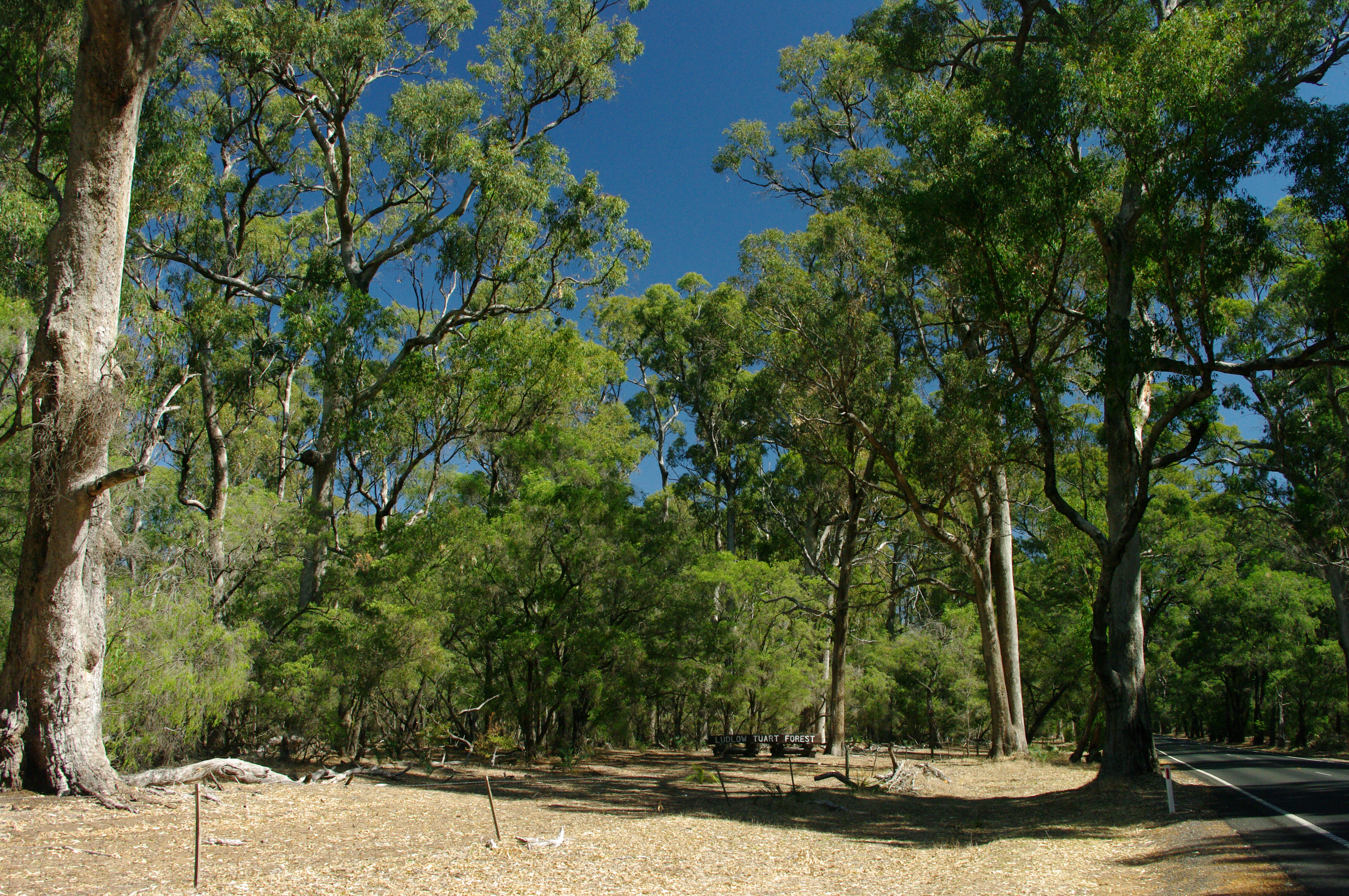
Floresta de Ludlow, no Parque Nacional da Floresta de Tuart

Experimentos na década de 1930 mostraram que a espécie pode crescer em áreas com apenas 330 mm de chuva anual. Foi introduzida na França no final do século XIX, onde foi amplamente cultivada.
As florestas de Eucalyptus gomphocephala abrigam uma rica biodiversidade, com assemblages únicos de plantas, fungos e animais. Um estudo de 2009 sobre fungos endofíticos em duas florestas de tuart identificou que cerca de 75% dos isolados pertenciam à família Botryosphaeriaceae, com 80% sendo Neofusicoccum australe [en]. Quatro novos táxons foram descritos: Dothiorella moneti [en], D. santali [en], Neofusicoccum pennatisporum [en] e Aplosporella yalgorensis [en].
Como espécie dominante, dá nome às florestas de E. gomphocephala, uma comunidade ecológica cuja área foi drasticamente reduzida e fragmentada. Em 2017, foi proposta sua classificação como espécie em perigo crítico na Austrália, status confirmado em 2019 sob a Environment Protection and Biodiversity Conservation Act 1999.
A floresta de E. gomphocephala resistiu ao último máximo glacial e expandiu-se 30 km a oeste com a queda do nível do mar, evidenciando a influência moderadora do clima marinho na Região Florística do Sudoeste Australiano.

### Destrutores
O inseto Thaumastocoris peregrinus [en], nativo da costa leste da Austrália, infesta plantações de eucaliptos, incluindo E. gomphocephala, no sul da África e na Europa, causando perda de folhas, senescência, rareamento da copa e morte de galhos em casos graves.
Phoracantha recurva [en] afeta árvores recém-cortadas ou debilitadas em sua área nativa e ataca árvores vivas em plantações introduzidas, especialmente em áreas com déficit hídrico, onde perdas são comuns durante secas.
O Eucalyptus gomphocephala libera sementes gradualmente, sujeitas à predação por formigas, mantendo baixo o banco de sementes no solo. Após eventos como incêndios, a liberação massiva supera a predação, aumentando temporariamente o banco.
É vulnerável ao declínio florestal associado a fungos do gênero Phytophthora. Um estudo de 2007 identificou P. cinnamomi e P. multivora [en] (anteriormente do complexo P. citricola [en]) em árvores infectadas ou mortas. Danos aos processos reprodutivos por um predador nativo foram notados no final do século XIX. Larvas do gorgulho Haplonyx tibialis (Curculionidae) alimentam-se do tecido da caliptra, após a fêmea danificar a flor ao depositar um ovo; as larvas emergem mastigando a base do gomo.

### Polinizadores
Embora não haja estudos específicos sobre o Eucalyptus gomphocephala, outros eucaliptos com flores pequenas, brancas ou cremes, como E. muelleriana [en], E. foecunda [en] e E. marginata, atraem principalmente insetos devido ao néctar concentrado em grandes conflorescências, sendo menos visitados por aves e mamíferos. Eucaliptos com flores grandes e coloridas, como E. stoatei [en], E. incrassata [en] e E. rhodantha [en], atraem mais aves e mamíferos com néctar menos concentrado, e menos insetos. Assim, presume-se que o E. gomphocephala seja polinizado por insetos e aves. Duas espécies de aves foram registradas nas flores: o papa-mel-castanho e o papa-mel-cantor [en]. Em florescimentos massivos de florestas de eucaliptos, foram observadas 84 espécies de insetos, incluindo formigas, abelhas, vespas, moscas, besouros, mariposas, borboletas e baratas.

## História natural
A extensão e maturidade das florestas de Eucalyptus gomphocephala diminuíram após a colonização. Quando Charles Fraser [en] as observou em uma exploração rumo a Guildford, destacou seu tamanho "estupendo". Em 1843, James Drummond [en] registrou exemplares com 9 a 13 m de circunferência em uma floresta ao norte de Busselton.

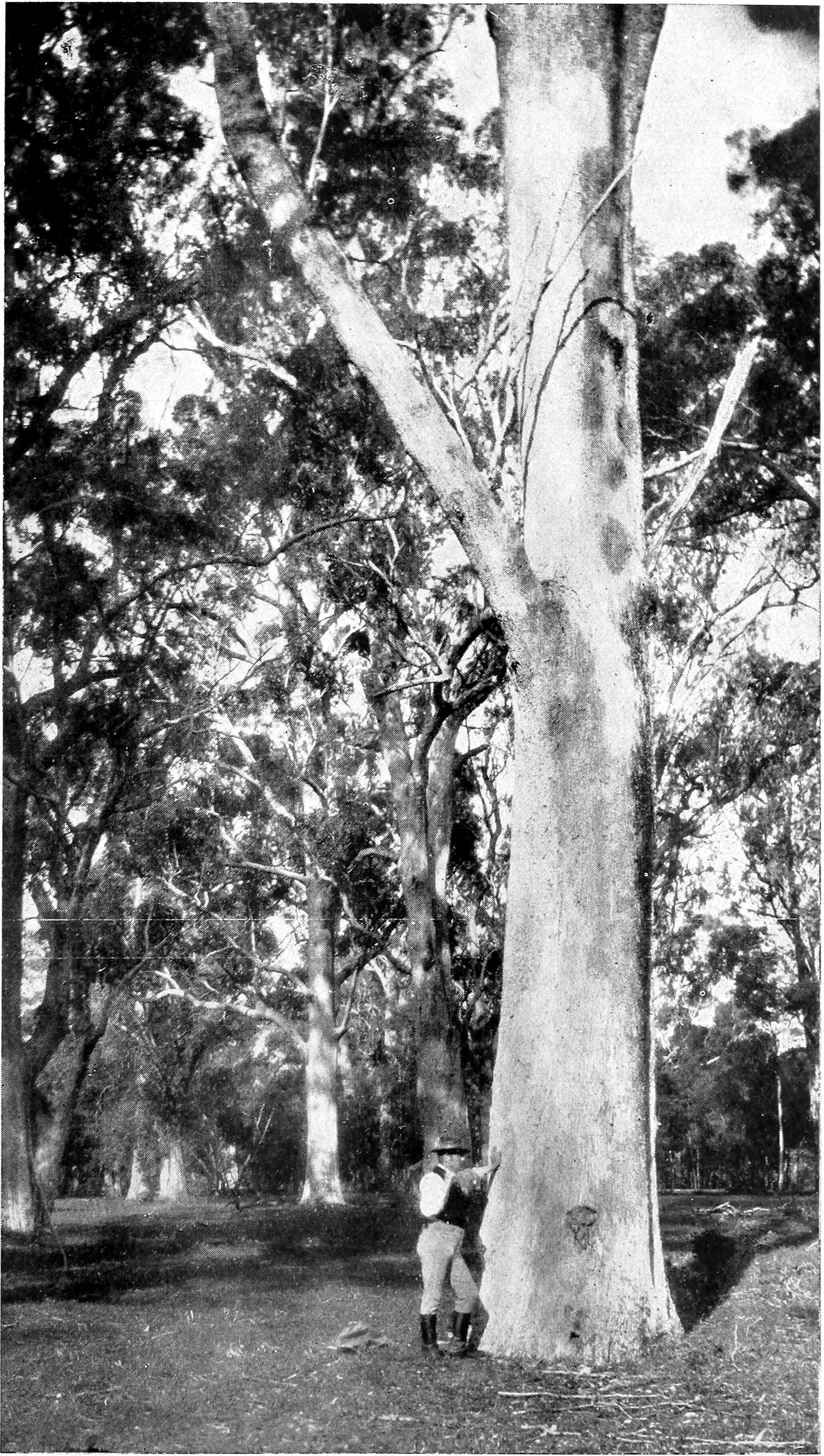
Eucalyptus gomphocephala em Primer of Forestry de Lane-Poole, 1927

A primeira serraria da Colônia do Rio Swan foi estabelecida em 1833, entre florestas de Eucalyptus gomphocephala ao pé do Monte Eliza, em Kings Park. Parte da madeira foi usada por Henry Trigg [en] para infraestrutura governamental, descrevendo a madeira "Tewart" como durável e trabalhável, semelhante ao lignum vitae [en] do gênero sul-americano Guaiacum. As rodas dentadas de quatro toneladas do Old Mill, em Perth, foram feitas dessa madeira. George Fletcher Moore [en], diarista colonial da década de 1830, elogiou sua resistência a rachaduras e lascas, valorizada na construção naval. O Almirantado Britânico recebeu carregamentos dessa madeira em Portsmouth e Chatham durante as décadas de 1850-60, exportada de Wonnerup [en] e Bunbury; uma inspeção de Thomas Laslett deu a melhor avaliação possível. Um plano de exportar um E. gomphocephala de 4 m de largura para a Grande Exposição de 1851 foi abandonado por falta de serra adequada. A proximidade das florestas aos portos aumentava seu valor. Nos anos 1890, o Departamento de Indústrias Primárias e Desenvolvimento Regional recomendou o uso das terras desmatadas para pomares, produzindo maçãs, uvas, peras, pêssegos e nectarinas. No início do século XX, a madeira das florestas estaduais foi usada em vagões ferroviários, reduzindo custos ao substituir aço por E. gomphocephala e outras espécies de eucaliptos. Fora isso, era disponível em pequenas quantidades para usos privados, como degraus de escada e blocos de açougue.
Em 1882, o agrimensor geral Malcolm Fraser [en] mapeou os E. gomphocephala em uma área de 130.000 ha. Eram bem conhecidos pelos colonos da Colônia do Rio Swan; a primeira estrada do porto à capital passava pela Floresta de Tuart de Claremont. Em 1895, o primeiro conservador florestal estadual, John Ednie Brown [en], relatou uma extensão remanescente de 81.000 ha, impressionado com troncos retos de até 50 m de altura e 7 m de circunferência, embora desconhecesse sua densidade original. A Comissão Real de Silvicultura de 1903-04, ouvindo o madeireiro e parlamentar Henry Yelverton [en], estimou que restavam pouco mais de 40.000 ha, com redução na produção onde árvores "primárias" (acima de 0,8 m de diâmetro) já haviam sido colhidas. A conservação foi proposta, destacando que "E. gomphocephala é a árvore mais valiosa". Isso resultou em uma regulação de exportação, reservando a madeira para o sistema ferroviário estadual.
Em 1918, o conservador estadual Charles Lane Poole [en] recomendou a compra de uma área de 400 ha perto de Wonnerup para conservação, descrita como "o último E. gomphocephala virgem do mundo". A Floresta Estadual nº 1 foi expandida para cerca de 2.500 ha até 1922, e ligeiramente reduzida em 1927 por Stephen Lackey Kessell [en]. A serraria estadual operou na floresta até 1929, usando árvores "super maduras" para vagões construídos nas Oficinas Ferroviárias de Midland.
No início do século XXI, a maior parte das florestas de E.  gomphocephala havia sido derrubada ou desmatada. Antes da colonização europeia, ocupavam 125.400 ha; hoje, cobrem 17.000 ha. O que resta foi reconhecido como em declínio em diversidade e saúde, tanto da árvore quanto das comunidades associadas de plantas, animais e fungos.
Em 2019, era classificada como espécie em perigo pela União Internacional para a Conservação da Natureza. Tem uma extensão de ocorrência estimada em 19.490 km² e uma área de ocupação de 256 km², de Jurien ao norte até a Floresta Estadual de Ludlow ao sul, com população em declínio.

## Galeria

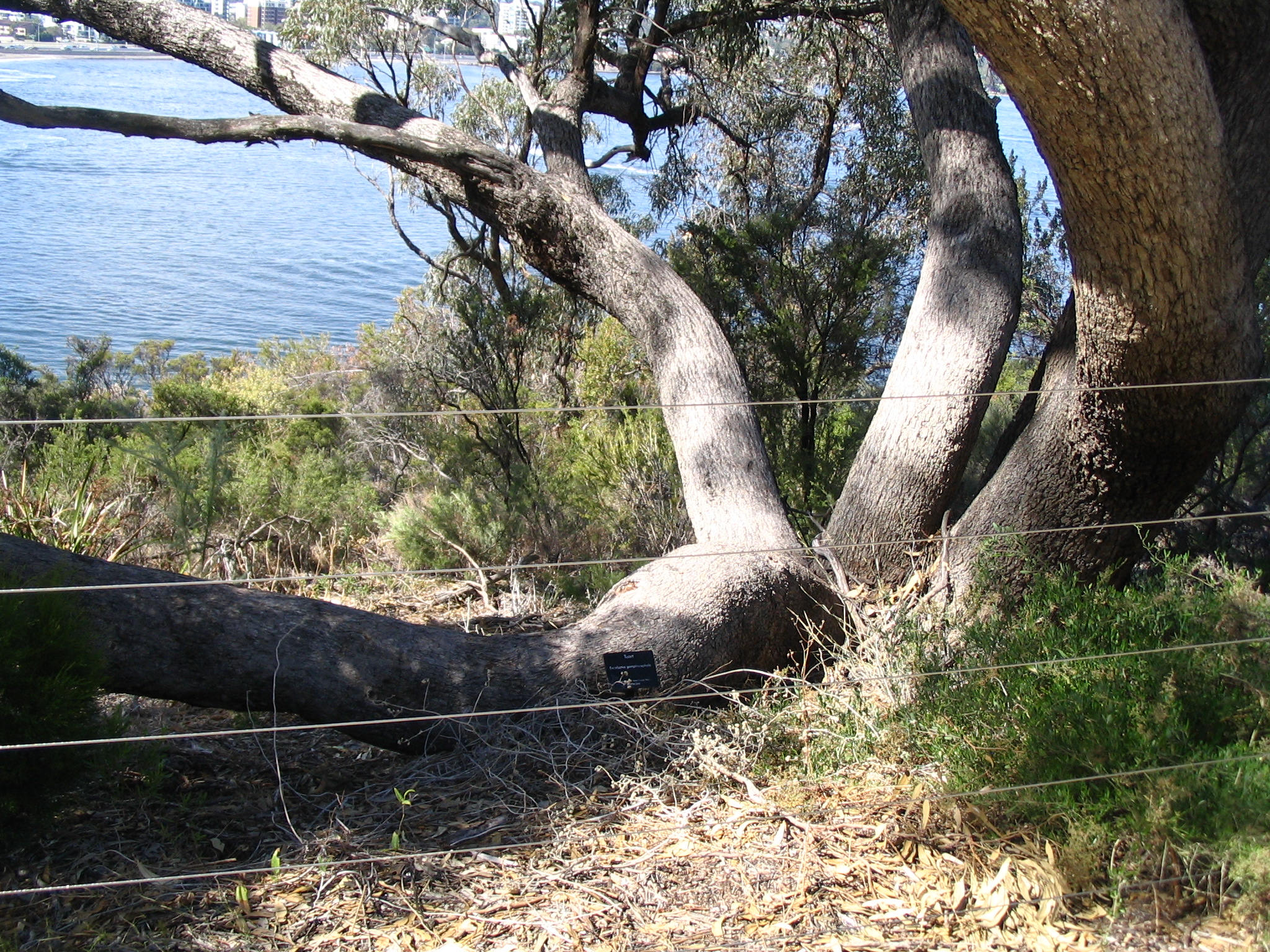
Kings Park
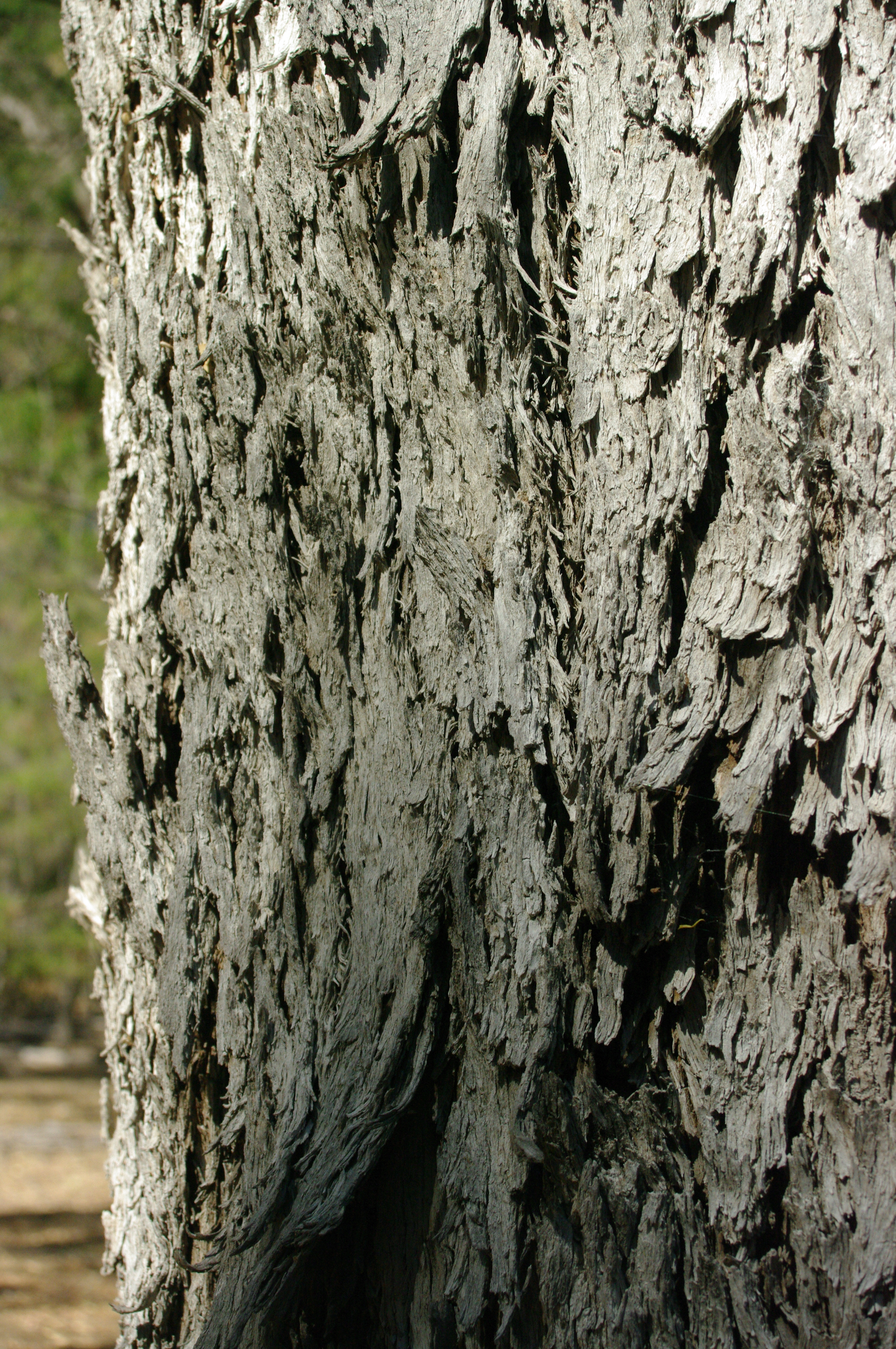
Cascas no tronco
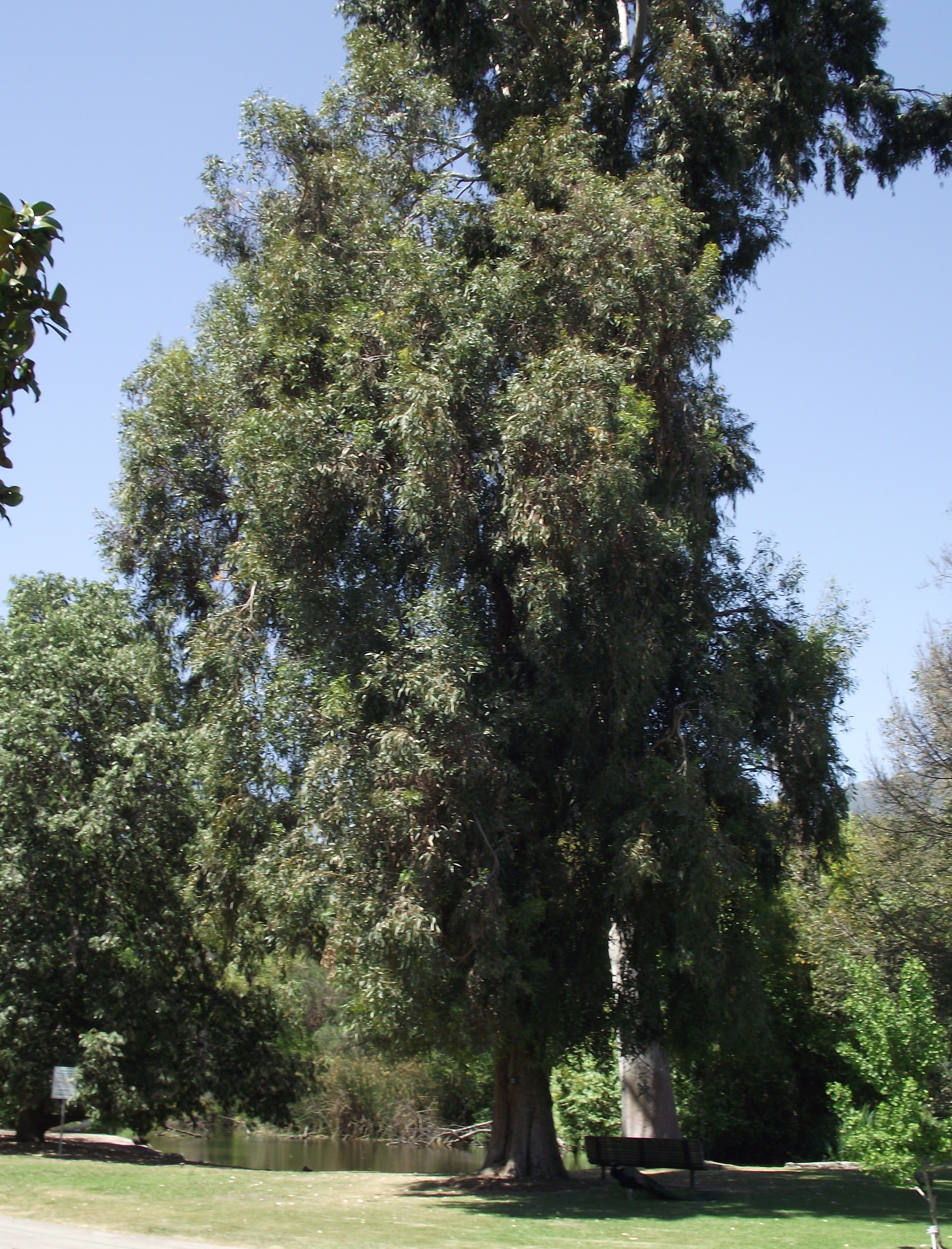
Arboreto do Condado de Los Angeles, Califórnia
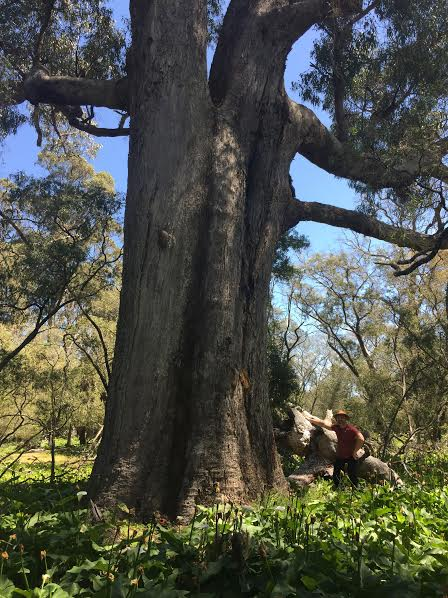
O Gigante de Wonnerup, o maior Eucalyptus gomphocephala
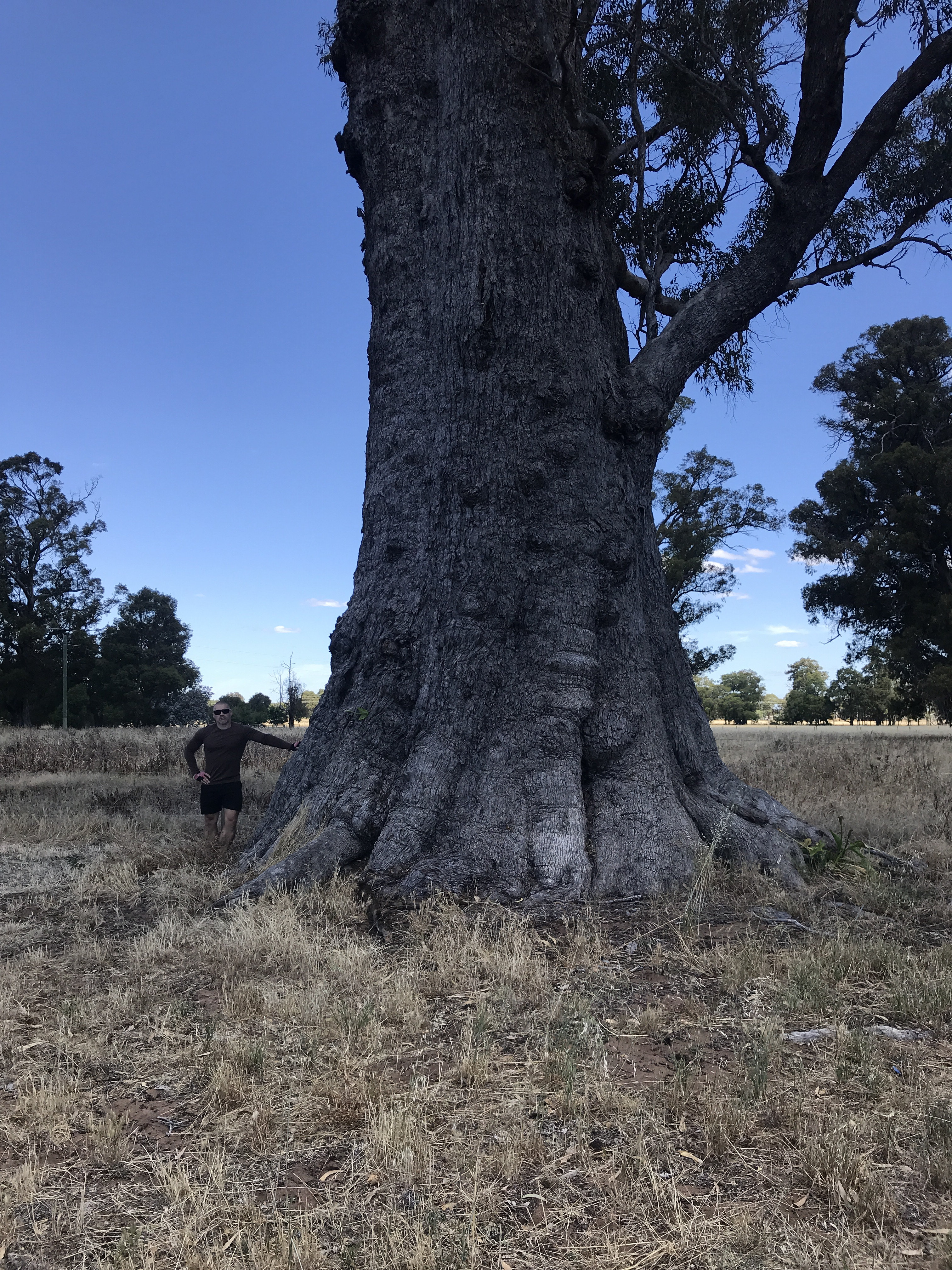
O Gigante Descascado, o Eucalyptus gomphocephala de maior circunferência